# Aburina phoenocrosmena
Aburina phoenocrosmena là một loài bướm đêm trong họ Noctuidae.